# Eduardo Ganoza y Ganoza
Pour les articles homonymes, voir Ganoza.
Ganoza  Ganoza est un nom espagnol. Le premier nom de famille, en général paternel, est Ganoza ; le second, en général maternel, souvent omis, est Ganoza.
Eduardo Luis Ganoza y Ganoza, né le 21 novembre 1881 à Trujillo et mort le 25 janvier 1974 à Lima, est un homme politique péruvien, second vice-président du Pérou (es) de 1945 à 1948, sous la présidence de José Luis Bustamante y Rivero. 

## Biographie
Eduardo Luis Ganoza y Ganoza naît le 21 novembre 1881 de Ricardo Ganoza Lalonge et de Manuela Rosa Ganoza,. Ganoza y Ganoza devient un entrepreneur très influent dans l'économie nationale. Il est ainsi choisi au poste de second vice-président par José Luis Bustamante y Rivero avec le Front démocratique national (es), à la suite des élections générales de 1945 (es). 
Il meurt le 25 janvier 1974 à Lima, la capitale péruvienne. Il marie Mercedes de la Torre, avec qui il a deux fils et deux filles, dont une morte en bas âge,.